# 報恩寺 (吉野川市)
報恩寺（ほうおんじ）は、徳島県吉野川市鴨島町飯尾にある真言宗御室派の寺院である。山号は速成山。本尊は愛染明王。新四国曼荼羅霊場71番札所。阿波西国三十三観音霊場29番札所。

## 歴史
創建は平安時代。境内には鎌倉時代末期から室町時代初期にかけて建てられた板碑があり、1981年（昭和56年）12月1日に吉野川有形文化財に指定された。
報恩寺境内のイチョウの木の横にある五輪の塔には、室町時代に足利義政に仕えた飯尾常房の墓がある。

## 文化財
吉野川指定有形文化財
- 板碑 - 緑泥片岩製、中央の碑は1316年（正和5年）6月28日、左の大型碑は1321年（元亨元年）6月29日、右の小型碑は1397年（応永4年）10月3日の銘あり鎌倉時代末期から室町時代初期にかけて建てられた。1981年（昭和56年）12月1日指定。

## 墓所
- 飯尾常房 - 室町時代の武士。
- 曾我廼家五九郎 - 喜劇俳優。

## 前後の札所
新四国曼荼羅霊場
70番 東福寺 ---- 71番 報恩寺 ---- 72番 妙法寺

## 交通案内
- 四国旅客鉄道（JR四国）徳島線 鴨島駅より徒歩約20分。